# Casement Park
Le Casement Park (Páirc Mhic Easmainn  en irlandais) est un stade de sports gaéliques situé sur Andersontown road, dans l'ouest de la ville de Belfast en Irlande du Nord, et l'enceinte des équipes de Football gaélique et de hurling du Comté d'Antrim.
Le stade est ainsi nommé en l'honneur de l'homme politique républicain irlandais sir Roger Casement (1864-1916).

## Histoire
Le Casement Park est l'un des plus grands stades en Ulster, et fut inauguré en juin 1953 à l'occasion de la première finale du championnat d'Ulster des clubs entre les Harps d'Armagh et le St John's d'Antrim.
Moins d'un mois plus tard, s'y tenait la finale du championnat d'Ulster inter-comté remportée par Armagh face au tenant du titre, Cavan.
Si le Casement Park a accueilli huit finales du championnat inter-comté d'Ulster, il ne l'a plus hébergée depuis 1971, la finale d'Ulster se déroule dorénavant et depuis 2004 au St Tiernach's Park de Clones.
Une vaste rénovation de l'enceinte fut entreprise en 2000, et en 2006 l'installation d'un éclairage permettait la tenue de match de football et de Hurling en nocturne.
À l'occasion du Championnat d'Europe de football 2028, le stade sera totalement reconstruit, donnant naissance ainsi à une enceinte moderne de plus de 34 000 places.